# Helcogramma fuscopinna
Helcogramma fuscopinna és una espècie de peix de la família dels tripterígids i de l'ordre dels perciformes.

## Morfologia
- Els mascles poden assolir 6 cm de longitud total.[3][4]

## Hàbitat
És un peix marí de clima tropical i associat als esculls de corall que viu fins als 10 m de fondària.

## Distribució geogràfica
Es troba des de Sud-àfrica i Aràbia fins a Taiwan i Nova Guinea.